# Mindanaói szarvascsőrű
A mindanaói szarvascsőrű (Penelopides affinis) a madarak osztályának szarvascsőrűmadár-alakúak (Bucerotiformes) rendjébe és a szarvascsőrűmadár-félék (Bucerotidae) családjába tartozó faj.

## Rendszerezése
A fajt Arthur Hay Tweeddale 9. márkija, skót katona és ornitológus írta le 1877-ban.

## Alfajai
- Penelopides affinis affinis Tweeddale, 1877
- Penelopides affinis basilanicus Steere, 1890
- Penelopides affinis samarensis Steere, 1890[2]

## Előfordulása
A Fülöp-szigetekhez tartozó Mindanao, Dinagat, Siargao és Basilan szigetén honos. Természetes élőhelyei a szubtrópusi és trópusi síkvidéki esőerdők Állandó, nem vonuló faj.

## Életmódja
Tápláléka legfőképp gyümölcsökből áll, ezek mellett fogyaszt még rovarokat, bogarakat és ritkán földigilisztát.

## Természetvédelmi helyzete
Az elterjedési területe nagyon nagy, egyedszáma ugyan csökken. A Természetvédelmi Világszövetség Vörös listáján nem fenyegetett fajként szerepel.